# Al-Bughajlijja
Al-Bughajlijja (arab. البغيلية) – miejscowość w Syrii, w muhafazie Dajr az-Zaur. W 2004 roku liczyła 3447 mieszkańców.